# Koller Katalin
Koller Katalin (1983. augusztus 19. – 2018. január 21.) táncosnő, Miss Hungary-győztes szépségkirálynő 2007-ben, közgazdász, rendezvényszervező, modell. Táncosként kimagasló eredményeket ért el, hatszoros magyar országos bajnok, négyszeres Európa-bajnok, háromszoros világbajnok és egyszer világbajnoki ezüstérmes.

## Élete
Szigorúan nevelték, nagyon magasra volt téve a mérce. Az iskolában mindig ötöst kapott. Két középfokú nyelvvizsgával érettségizett. A Zsigmond Király Egyetemen végzett.
Zongorázott, énekelt, tanulmányi és sportversenyeket nyert.
Maximalizmusának és az abból jövő stressznek is tulajdonította, hogy rákbetegség alakult ki nála.
Azt hittem, hogy teljesítmény és szeretet összefüggnek. Csakhogy nem lehet mindenkinek megfelelni, ez nekem sem ment, sőt sokszor előfordult, hogy minél jobban teljesítettem, annál több negatív reakciót kaptam. Azt hiszem, ennek a maximalizmusnak és az abból jövő stressznek köze lehetett ahhoz, hogy ez a betegség kialakult nálam.
2007-ben, 24 évesen választották szépségkirálynőnek. Az ezután automatikusan következő nemzetközi megméretésen elnyerte a Miss Europe és a Miss Bikini World címeket.
A verseny után rendezvényszervező lett, majd magyar bajnoki, Európa-bajnoki és világbajnoki szinten profi táncosként dolgozott.

## Díjai
| Dátum | Név | Helyezés | 2007 | Miss Hungary | 1. hely |

## Film
- Álom.net (2009)
- StarDust Musical Show (2012)[3] [4]

## Színház
- Starfactory (2014)[5]

## Táncosként díjak, eredmények
- 2006 OB	„Legtehetségesebb táncos
- „Az év táncosa”		 Különdíj;
- 2007 EB	Háromszoros Európa Bajnok
- 2008 OB	Országos Bajnoki Cím			ESDU
- 2008 VB	Világbajnok  és				ESDU
- „Legjobb koreográfia”		Különdíj, kategórián felüli győzelem
- 2008 VB	Világbajnok 	(Funky páros)			IFD
- 2009 EB	Legmagasabb pontszám			ASDU
- 2009 EB	Európa Bajnok				ASDU
- 2009 OB	Országos Bajnoki Cím			ASDU
- 2011 OB	Négy kategória Országos Bajnoka	ESDU
- 2012 VB	„Solo” Világbajnok (modern tánc)	IMFD
- „Duo” Világbajnok (modern tánc)
- 2012 VB	„Solo” Második hely			IMFD
- OB	hatszoros Magyar Bajnok
- EB	négyszeres Európa Bajnok
- VB	egyszer második helyezett és
- háromszoros világbajnok

## Betegsége
29 éves korában tapintott ki először csomót a mellében, ám a legelső vizsgálatán félrediagnosztizálták 2016-ban. Másfél évvel később már jelentkeztek a tünetek: nem tudta felemelni a karját, és nem múló erős köhögése volt, amin egy gyógyszer sem segített. Állapota folyamatosan rosszabbodott, gyakran hányt is. Kiderült, 4-es stádiumú rákja van, nyirok-, máj-, tüdő- és csontáttétekkel. Az egyik orvos közölte vele, ne számítson gyógyulásra. Koller Katalin mégis kitartott, hat hónapon keresztül járt kemoterápiára, és végül négy CT-vizsgálat is negatív eredményt mutatott. Úgy látszott: eltűntek az áttétek a szervezetéből. 
Ilyen dolgokkal ne raboljuk egymás idejét, pontosan így fogalmazott a helyi főorvosnő, mert ilyen fiatalon általában nem alakulnak ki ilyen rosszindulatú elváltozások.
Az utolsó három CT-vizsgálata negatív lett, a gyilkos kór mégis kiújult nála és legyőzte. 
A tünetmentes évek után nem akartunk hinni a szemünknek. A lányom nem akart kínlódni, nem kért a kemóból. Az édesanyja kezei között halt meg.
Betegsége ideje alatt is modellkedett. Fotósorozatok készültek róla. 34 éves korában, 2018-ban hunyt el.
Férje: 2014-től Fehér Dávid táncos volt.